# Durban's
Durban's è il marchio di una linea di dentifrici, spazzolini da denti, collutori ed altri prodotti per l'igiene orale prodotti in Italia sin dai primi anni sessanta dal gruppo Bonomi.
Fu un marchio particolarmente celebre negli anni di Carosello. Fra i più celebri carosello prodotti per promuovere il marchio si può citare quello ideato da Luciano Emmer con Carlo Dapporto protagonista. La campagna pubblicitaria fu anche molto presente sulla carta stampata.
Sul tubetto del dentifricio furono riprodotti quadri del famoso pittore Gregorio Sciltian. Lo slogan "sorriso Durban's" divenne così popolare da entrare a far parte del comune parlare in lingua italiana.